# Tervel Zamfirov
Tervel Zamfirov (en bulgare : Тервел Замфиров), né le 22 février 2005, est un snowboardeur bulgare, spécialiste du parallèle (slalom et slalom géant).

## Carrière sportive
Zamfirov participe pour la première fois à une compétition internationale aux Championnats du monde juniors 2021 à Krasnoïarsk, terminant 22e dans les disciplines parallèles. il participe pour la première fois à la Coupe du monde de snowboard au cours de la saison 2021/22 ; il remporte une médaille de bronze aux Championnats du monde juniors 2022 en slalom parallèle et il finit neuvième au slalom géant parallèle.
La saison suivante, il remporte les championnats bulgares séniors de slalom parallèle et remporte la médaille d'or en slalom géant parallèle aux championnats du monde juniors de 2023. Il a également terminé 20e de la compétition par équipes et neuvième du slalom parallèle, ainsi que quatrième du slalom géant parallèle au Festival olympique d'hiver de la jeunesse européenne 2023 à Piancavallo.
Au cours de la saison 2023/24, il monte pour la première fois sur le podium de la Coupe d'Europe avec deux troisièmes places ; il remporte encore deux médailles aux Championnats du monde juniors, deux d'argent en 2024 sur les deux disciplines individuelles parallèles.
Au cours de la saison 2024/25, il réalise ses premiers top 10 en Coupe du monde avec deux quatrièmes places en slalom géant parallèle et remporte la médaille d'or en slalom géant parallèle, slalom parallèle et compétition par équipes aux Championnats du monde juniors 2025 à Zakopane.
En janvier 2025, Zamfirov participe à l'universiade d'hiver de 2025 et remporte une médaille d'or dans l'épreuve de slalom géant parallèle. En mars 2025, il participe aux championnats du monde et remporte le titre dans l'épreuve de slalom parallèle, devenant le premier Bulgare à remporter une médaille aux Championnats du monde de snowboard FIS.

## Palmarès

### Championnats du monde
- Championnats du monde 2025 à Engadine (Suisse) :
  -  Médaille d'or en slalom parallèle.

### Coupe du monde de snowboard

#### Détails des victoires
| Épreuve / Édition | Parallèle | Slalom parallèle | Slalom géant parallèle |
| ----------------- | --------- | ---------------- | ---------------------- |